# حصاري غازراني
حصاري غازراني (بالفارسية: حصاری گازرانی) هي قرية تقع في قسم آذري الريفي (مقاطعة إسفراين) في إيران. يقدر عدد سكانها بـ 218 نسمة بحسب إحصاء 2016.